# Plaza de la Concordia (Degas)
Plaza de la Concordia o El vizconde Lepic y sus hijas cruzando la plaza de la Concordia es una conocida pintura al óleo de Edgar Degas de 1876. En un ambiente de otoño, muestra a su amigo Ludovic-Napoléon Lepic fumando un puro, con el paraguas bajo el brazo, cruzando la plaza de la Concordia de París con sus hijas y su galgo; un transeúnte solitario observa con un paraguas cerrado a la izquierda. Los jardines de las Tullerías pueden ser vistos al fondo, detrás de un muro de piedra. 
Muchos historiadores del arte creen que la composición, el espacio y las figuras mirando al azar en distintas direcciones se deben a influencias de la fotografía, de la que Degas era aficionado.
La pintura se consideró perdida en la contienda durante cuatro décadas después de la Segunda Guerra Mundial, hasta que en 1995 las autoridades rusas la pusieron en exhibición en el Museo del Hermitage de San Petersburgo, donde permanece. Durante la ocupación soviética de Alemania, la obra había sido confiscada por los soviéticos de la colección del coleccionista de arte berlinés Otto Gerstenberg y finalmente trasladada al Hermitage.
Degas también pintó al padre y las niñas en El conde Lepic y sus hijas, otra pintura anterior.